# 田沢村 (山形県)
田沢村（たざわむら）は、かつて山形県飽海郡にあった村。

## 沿革
- 1889年（明治22年）4月1日 - 町村制施行に伴い飽海郡田沢村、小林村、西坂本村、山元村、楯山村、南北中野俣村の区域をもって成立。
- 1954年（昭和29年）8月1日 - 飽海郡北俣村・南平田村と新設合併し、平田村が発足。同日田沢村廃止。